# Curry al vapore
Il curry al vapore (lingua khmer: អាម៉ុក, amŏk, /aːmok/; in thailandese ห่อหมก, ho mok, /hɔ̀ː.mòk/, lingua lao: ຫມົກ, mok, /mók/) è un tipo di curry cotto al vapore in foglie di banana tipico del Sud-est asiatico. La base del curry è fatta con una pasta di curry (lingua khmer: គ្រឿង, kroeung, /krɨəŋ/; in thailandese พริกแกง, prik gaeng) e crema di cocco o latte di cocco. Al piatto viene aggiunta anche una vasta gamma di foglie e ingredienti base, come:
- pesce (lingua khmer: អាម៉ុកត្រី, amŏk trei, aːmok trəj; in thailandese ห่อหมกปลา, ho mok pla, /hɔ̀ː.mòk plāː/; lingua lao: ຫມົກປາ, mok pa, /mók paː/), gli amok di pesce sono considerati la versione classica di questa pietanza, e si possono fare con diversi tipi di pesce;[5][6][7]
- bambú germogli (in thailandese ห่อหมก หน่อไม้, ho mok no mai, /hɔ̀ː.mòk nɔ̀ː máːj/; lingua lao: ຫມົກຫນໍ່ໄມ້, mok ni mai, /mók nɔ̄ː mâj/), spesso con carne macinata all'interno;
- pollo (in thailandese ห่อหมกไก่, ho mok kai /hɔ̀ː.mòk kàj/);
- lumache (lingua khmer: អាម៉ុកខ្យងរី, amŏk khyâng, /aːmok kʰjɑːŋ/)
- tofu (in thailandese ห่อหมกเต้าหู้, /hɔ̀ː.mòk tâw.hûː/);
- uovo (lingua lao: ຫມົກໄຂ່, /mók kʰāj/), spesso con carne macinata all'interno;
- alghe (lingua lao: ຫມົກ ໄຄ, /mók kʰáj/) con alga del genere Cladophora tipica del Mekong.

Secondo l'antropologa culturale Penny Van Esterik, i curry a base di cocco del Sud-est asiatico sono il risultato della indianizzazione della regione e sarebbero stati introdotti per la prima volta nei territori dell'odierna Birmania. In forma indiretta l'indianizzazione continuò nel XV secolo, dopo la caduta di Angkor, quando curry a base di cocco in stile indiano utilizzati per riti di passaggio in stile brahman furono introdotti nel Regno di Ayutthaya dai cuochi reali Khmer e poi reintrodotti tra i Khmer quando i Siamesi di Ayutthaya occuparono parti del Paese. Riservati in origine alla vita di corte, questi curry sono diventati una caratteristica di alcune cucine nazionali del Sud-est asiatico.